# Giovanni Antonio Serbelloni
Giovanni Antonio Serbelloni, italijanski rimskokatoliški duhovnik, škof in kardinal, * 1519, Milano, † 18. marec 1591.

## Življenjepis
7. maja 1557 je bil imenovan za škofa Foligna. 31. januar 1560 je bil povzdignjen v kardinala. 13. marca 1560 je bil imenovan za škofa Novare, s tega položaja je odstopil leta 1574. Leta 1589 je bil imenovan za škofa Ostie.